# Barmenerklæringen
Barmenerklæringen er et teologisk bekendelsesskrift fra 30'ernes Tyskland formuleret af Bekendelseskirken. Bekendelseskirken var en retning inden for den protestantiske kirke, der var i opposition til Tyske Kristne som var en nazi-inspireret kirkebevægelse. Bekendelseskirken opponerede imod nazismens stigende indflydelse i den tyske kirke, Deutsche Evangelische Kirche, mod sammenblandingen af religion og politik, kirkens underlægning under statsmagten og kirkens accept af nazitidens raceideologi.
Barmenerklæringen blev udarbejdet på en bekendelsessynode i Wuppertal-Barmen i Ruhr-distriktet den 29.-31.maj 1934, hvor 150 præster og teologer deltog. Hovedaktørerne var blandt andre teologerne Karl Barth (1888-1966), der regnes for den dialektiske teologis fader og Martin Niemöller (1892-1984), der var en af Bekendelseskirkens stiftere. Erklæringen er unik i økumenisk forstand, da det er første gang siden reformationen, at der formuleres et bekendelsesskrift, der både fik opbakning blandt lutherske, reformerte og Unierede kirker kristne.
Under overskriften "Kirken skal forblive kirke" forsøgte synoden at formulere en bekendelse, der skulle samle kirken om det, den egentlig står for, nemlig nogle 'evangeliske sandheder' frem for tidens politisering. Erklæringen, der er bygget op som de oldkirkelige bekendelser, med et bibelcitat efterfulgt af en udlægning, nævner ikke nazismen eksplicit.

## Uddrag fra Barmenerklæringen
Barmenerklæringen indledes således:
"Som medlemmer af lutherske, reformerte og unerede kirker må og skal vi i fællesskab tale om denne sag. Netop fordi vi ønsker at være tro mod vores respektive bekendelser og ønsker at vedblive at være det, kan vi ikke tie, idet vi tror, at der i en tid, der er kendetegnet af en fælles nød og anfægtelse, er lagt os et fælles ord i munden."
"Vi forkaster den falske lære, at kirken ved siden af dette ene Guds Ord  også skulle og kunne anerkende andre begivenheder og magter, skikkelser og sandheder om Guds åbenbaring."
"Jesus Kristus, således som han er bevidnet for os i Den Hellige Skrift, er det ene Guds Ord, som vi skal høre, og som vi i liv og død skal tro og adlyde".
"Vi forkaster den falske lære, at kirken, som kilde til sin forkyndelse, ved siden af dette ene Guds Ord, også skulle kunne og skulle måtte anerkende yderligere andre begivenheder og magter, skikkelser og sandheder som Guds åbenbaring."

## Perspektiver
Den præst, der nok er mest kendt for den kirkelige modstand mod Hitler og nazisme, var Dietrich Bonhoeffer (1906-1945). Han tilhørte Bekendelseskirkens radikale fløj og mente at Barmenerklæringen var for svag og kompromissøgende. Bonhoeffer blev arresteret i foråret 1943, og sat i fængsel de to sidste år af hans liv. Han blev hængt den 9.april 1945 kun 4 uger før 2. verdenskrigs afslutning i Europa, for hans forbindelse til Kreisauer-kredsen, der i 1944 mislykkedes med et attentatforsøg på Hitler. 
Efter henrettelsen af den danske præst Kaj Munk i 1944 blev Barmenerklæringen taget op i dansk sammenhæng blandt andre af teologen og modstandsmanden Regin Prenter, der holdt på, at kirken altid måtte tale rettens sag.